# Cameron Reynolds
Cameron Blake "Cam" Reynolds (Pearland, Texas, 7 de febrero de 1995) es un baloncestista estadounidense que pertenece a la plantilla del Promitheas Patras B.C. de la A1 Ethniki griega. Con 2,03 metros de estatura, juega en la posición de alero.

## Trayectoria deportiva

### Universidad
Jugó cinco temporadas con los Green Wave de la Universidad Tulane, aunque en la 2014-15 disputó únicamente nueve partidos debido a una grave lesión en la muñeca. Promedió 10,1 puntos, 4,5 rebotes y 1,2 asistencias por partido. En 2017 fue elegido jugador más mejorado de la American Athletic Conference.

### Profesional
Tras no ser elegido en el Draft de la NBA de 2018, disputó las Ligas de Verano de la NBA con los Sacramento Kings, en las que jugó ocho partidos, promediando 4,7 puntos y 1,5 rebotes. Se garantizó con ello un puesto en su equipo filial de la G League, los Stockton Kings.
El 26 de febrero de 2019 firmó un contrato de diez días con los Minnesota Timberwolves.
Tras realizar la pretemporada 2020-2021 con los San Antonio Spurs y ser enviado a su filial, los Austin Spurs, el 26 de marzo de 2021 firmó un contrato por diez días, no siendo renovado al finalizar.
El 14 de mayo de 2021 firmó un contrato de 10 días con los Houston Rockets.
El 4 de julio de 2021 fichó por el Aquila Basket Trento de la Lega Basket Serie A italiana.
El 15 de julio de 2022, firma por el KK Budućnost Podgorica de la Liga Montenegrina de Baloncesto.
El 27 de septiembre de 2023 firmó con el club griego Promitheas Patras.

### Selección nacional
En 2017 fue convocado con la selección estadounidense para disputar los partidos de la clasificación de FIBA Américas para la Copa Mundial de Baloncesto de 2019, promediando 1,5 puntos y 1,0 rebotes en los dos partidos jugados. En 2018 fue nuevamente llamado para la selección, junto con su compañero de equipo en los Kings, Reggie Hearn.

## Estadísticas de su carrera en la NBA

### Temporada regular
| Año     | Equipo      | PJ | PT | MPP  | %TC  | %3P  | %TL  | RPP | APP | ROB | TPP | PPP |
| ------- | ----------- | -- | -- | ---- | ---- | ---- | ---- | --- | --- | --- | --- | --- |
| 2018-19 | Minnesota   | 19 | 0  | 13.6 | .423 | .412 | .889 | 1.6 | .7  | .3  | .1  | 5.0 |
| 2020-21 | San Antonio | 3  | 0  | 2.0  | .500 | -    | -    | -   | -   | -   | -   | 0.7 |
| 2020-21 | Houston     | 2  | 0  | 17.0 | .313 | .250 | -    | 2.5 | 1.0 | -   | -   | 6.5 |
| Total   | Total       | 24 | 0  | 12.5 | .406 | .381 | .889 | 1.5 | .6  | .3  | .1  | 4.6 |